# Iglik
Iglik (Bythotrephes longimanus) – drapieżny stawonóg zaliczany do wioślarek, żyjący w Eurazji.
Gatunek inwazyjny.